# Gerard Bakker Schut
Gerard Bakker Schut, dit Budje (né en 1905 et mort le 22 août 1990), était un pilote de rallyes néerlandais, ayant fait partie du team européen officiel de Ford à la fin des années 1930. Une partie de sa famille était originaire de l'île de Java (Indes néerlandaises).

## Biographie
Schut débuta en compétitions dans des courses de six jours derrière derny, et conduisit ensuite pour Dumonceau Bekerrit à ses débuts en course automobile.
La guerre étant, il faillit mourir d'une pneumonie, l'obligeant à cesser définitivement la compétition à la fin des hostilités.
Après guerre, il devint le gérant de l'entreprise RS Stokvis & Sons de Rotterdam, comptant alors 1100 personnes, importatrice pour le pays notamment d'appareils électroménagers, de bicyclettes, de vélomoteurs Solex et de véhicules automobiles Austin.

## Palmarès
- Vainqueur du rallye Monte-Carlo en 1938, sur Ford V8 (copilote son compatriote Karel Tron, départ d'Athènes);
- 6e du rallye Monte-Carlo en 1939 sur Ford V8 (copilote P.J.Nortier, départ de Stavanger);
- 13e de la coupe Internationale des Alpes disputée alors en Suisse en 1936, sur Lincoln Zephyr (copilote son compatriote G.Buddemeyer) (+ participation à l'édition 1934 de cette épreuve).

(remarque: pour l'édition 1937 du Monte-carlo, il conçut un système de réveil basé sur l'odorat du pilote (!))

## Galerie

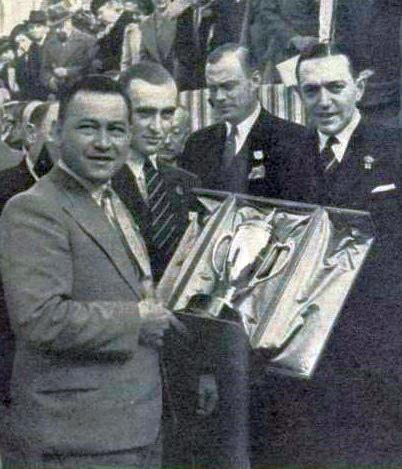
Gerard Bakker Schut et Karel Ton reçoivent la Coupe de l'International Sporting Club monégasque pour leur victoire au rallye Monte-Carlo 1938.
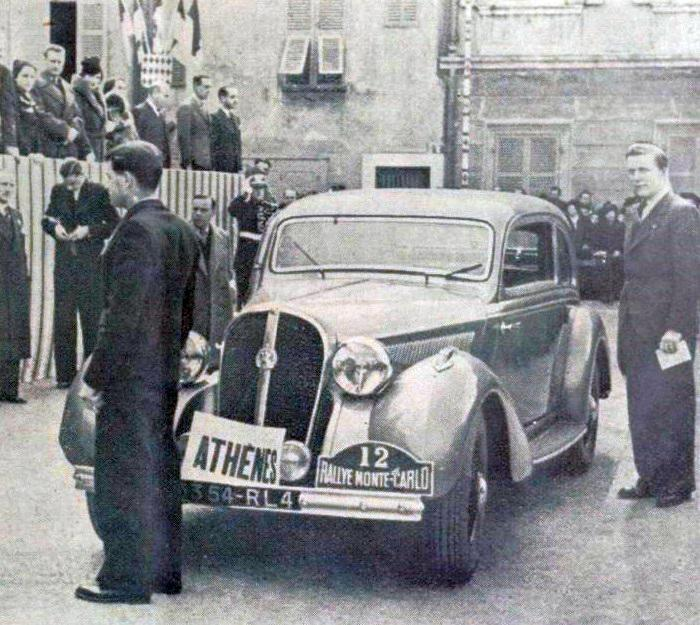
Jean Trévoux, deuxième du rallye Monte-Carlo 1938.
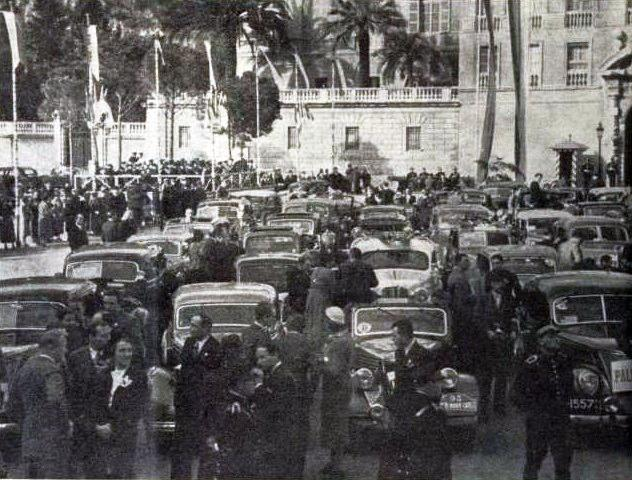
Rallye Monte-Carlo 1938, les concurrents devant le palais princier.
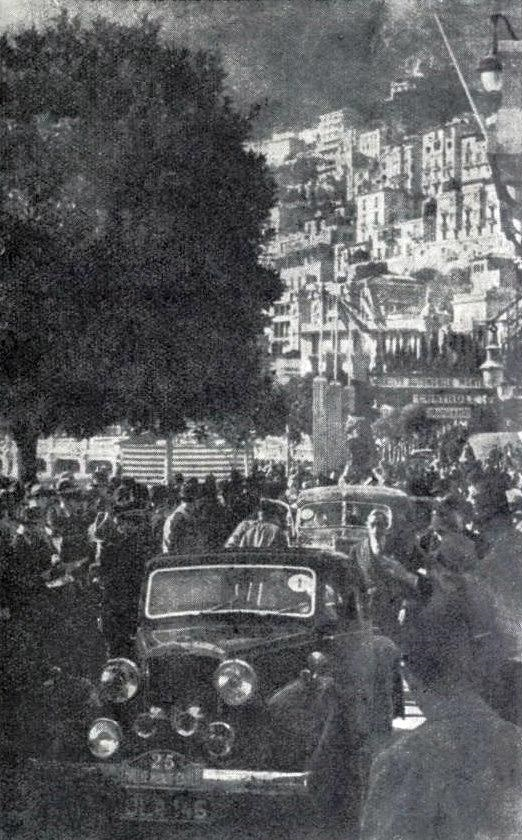
Rallye Monte-Carlo 1938, arrivée des concurrents.